# Marcel Mihalovici
Marcel Mihalovici (22. října 1898 Bukurešť – 12. srpna 1985 Paříž) byl rumunsko-francouzský hudební skladatel. Přátelil se s Bohuslavem Martinů.

## Životopis

### Mládí a vzdělání v Rumunsku
Mihalovici vyrůstal v zámožné rodině v Bukurešti. Jeho rodiče Michael a Helena Mihalovici měli kromě Marcela ještě čtyři další syny. Marcelovými prvními učiteli ve hře na housle byli Franz Fischer und Benjamin Bernfeld. Základy harmonie studoval u skladatele Dimitrie Cuclina, kontrapunkt u Roberta Cremera. K jeho mladistvým dílům patří nedochovaná opera Chitra, písně na texty Goetha, Klopstocka, Berty Bethge, Klabunda a také drobné skladby pro klavír. Poté, co v roce 1919 prostudoval skladatel George Enescu Mihalovicovy kompozice, doporučil Marcelovým rodičům, aby ho poslali do Paříže do hudební školy s názvem Schola Cantorum, řízenou Vincentem d'Indy.

### Přestěhování do Paříže
V létě 1919 odjel Mihalovici přes Berlín, kde navštívil bratra, do Paříže. Ještě téhož roku se zapsal na Scholu Cantorum. Až do roku 1925 studoval kompozici u d'Indyho, harmonii u Léona Saint-Réquiera (1872–1964) a jeho nástupce Paula Le Flema (1881–1984), jehož si velmi vážil. Obzvláště inspiroval Mihaloviciho svět gregoriánského chorálu, který mu otevřel Amédée Gastoué (1873–1943). Ve hře na housle se zdokonaloval u Nestora Lejeune (1879–1962). Studium zakončil známkou "très bien", diplom ale nezískal. Ještě během studia se Mihalovici intenzívně účastnil pařížského uměleckého života, zejména s rumunskou tanečnicí Lizicí Codreanu-Fontenoy (1901–1993) a ruskými malíři Michailem Larionovem a Natalií Gončarovovou. Kromě toho ho spojovalo blízké přátelství se sochaři Constantinem Brâncușim a Rumunkou Irène Codréanu (1896–1985). Během avantgardních produkcí mezi roky 1921–1925 zazněly skladby Prélude antique a Une vie de Polichinelle, které Lizica Codreanu-Fontenoy doprovázela tancem. Na provedení svého baletu Karagueuz op. 23 spolupracoval Mihalovici s Larionovem, Gončarovovou a Frankem Martinem. V letech 1919, 1921 a 1925 vyhrál Mihalovici soutěž Prix national de composition George Enescu. Jeho skladby, například smyčcový kvartet op. 10, se hrály v pařížských hudebních kruzích, mj. v Société musicale indépendante, skladby Notturno a Fantaisie op. 26 provedl Orchestre des concerts Straram.
Od roku 1928 vyšlo v nakladatelství La Sirène musicale Michela Dillarda v Paříži celkem sedm skladeb od Mihalovice. K jejich propagaci bylo uspořádáno několik koncertů, na nichž zazněly také skladby Bohuslava Martinů, Conrada Becka a Tibora Harsanyiho. Teprve od roku 1932 dal tisk – a Mihalovici samotný – tuto skupinu komponistů do souvislosti s Pařížskou školou, k níž patřili také výtvarní umělci. K tomuto uskupení pařížských umělců, většinou původem z ciziny, patřili také Alexandre Tansman a Alexandr Nikolajevič Čerepnin (1899–1977), kteří byli Mihalicovi blízcí přátelé. Ze 30. let pochází také několik skladatelových kreslířských pokusů: kromě skic tuží a tužkou jsou to dva velkoformátové portréty Irène und Lizicy Codreanuových.
Do začátku roku 1931 bydlel Mihalovici na adrese 56 Rue Monsieur le Prince, pak se přestěhoval do Avenue de Châtillon 44bis. Od srpna 1937 až do konce života bydlel v Rue du Dragon 15. Zůstal v Paříži a obdržel francouzské státní občanství. Roku 1932 založil Mihalovici společně s Pierre-Octave Ferroudem (1900–1936) a dalšími významnými pařížskými skladateli, pod patronací mezinárodního výboru, společnost Société de Musique de Chambre Le Triton. Tato organizace si kladla za cíl prezentovat soudobé skladby z Francie i z ciziny. V rámci Tritonu zazněly různé Mihalovicovy skladby: v roce 1933 to byla sonáta op. 35, o rok později suita z baletu Karageuz op. 23, 1935 Divertissement op. 38 pro komorní orchestr a během posledního koncertu pořádaného Tritonem rané pojetí Toccaty op. 44. Na festivalu, pořádaném v roce 1936 Mezinárodní společností pro soudobou hudbu v Barceloně, se poznal s Paulem Sacherem, který ho od té doby podporoval objednávkami kompozic a uváděním jeho děl. V letech 1930, 1936, 1939, 1949 a 1952 se na festivalech, pořádaných touto společností, hrály Mihalovicovy skladby. Před druhou světovou válkou trávil Mihalovici pravidelně letní měsíce ve své rumunské vlasti. Před dobou exilu v Cannes složil skladby Toccata op. 44, Prélude et invention op. 42 pro smyčcový orchestr a první operu L’intransigeant Pluton (Neústupný Pluton) op. 27, jednoaktovou záležitost známou též jako Orfeus v podsvětí.

### Exil v Cannes
V důsledku obsazení Paříže musel Mihalovici, který byl Žid, v létě 1940 spolu s Irène a Lizicou Codreanu a s Liziciným synem Françoisem uprchnout do Cannes. Občas je navštěvovala klavíristka Monique Haasová, budoucí Mihalovicova manželka. V exilu vznikly dvě sonáty pro housle a klavír op. 45 a op. 47, variace Ricercari op. 46 pro klavír a do roku 1944 také jeho niterné dílo Symphonies pour le temps présent (Symfonie pro současnost) op. 48. Exil snášel Mihalovici jen obtížně, naplněný stálým strachem a nekonečným čekáním. Poté, co úředníci Gestapa několikrát prohledali byt, kde skladatel pobýval a zjistili, kde se skrýval, musel Mihalovici zmizet. Až do konce války se průběžně ukrýval u přátel v Mont-Saint-Léger. V té době spolupracoval s francouzským odbojem, který podporoval uvádění skladatelových děl, které nacisté zakázali provozovat.

### Návrat do Paříže
Hned po válce začal Mihalovici intenzívně spolupracovat s francouzským rozhlasem. Pro jeho kulturní program Club d’Essai skládal nejen hudbu na náměty antických tragédií, nýbrž ve spolupráci s Yvanem Gollem v roce 1948 složil operu Phèdre op. 58. Zároveň byl dramaturgem řady koncertů. V roce 1947 se při cestě do Palestiny poprvé od konce války sešel s rodinou. Opera Phèdre byla v rozhlase prvně uvedena v dubnu 1950. Ještě před tím uvedl Paul Sacher v Basileji Variace op. 54 pro smyčce a lesní rohy. Krátce nato si Sacher objednal kratší orchestrální skladbu, která měla pod názvem Sinfonia giocosa (symfonie č. 1) op. 65 premiéru 14. prosince 1951 v Basileji.

### Mihalovici a německý hudební život
Mihalovicovo působení v německém jazykovém prostoru se tehdy zintenzívnilo nejen spoluprací s dirigentem Ferdinandem Leitnerem, který 9. června 1951 uvedl ve scénické premiéře ve Stuttgartu operu Phèdre, ale i díky známosti s muzikologem Heinrichem Strobelem (1898–1970). Pro Hudební slavnosti v Donaueschingu, které organizoval právě Strobel, složil Mihalovici Étude en deux parties op. 64. Strobel se zasadil že zde 1. března 1953 zazněla v podání Jihozápadního rozhlasového orchestru premiéra skladby Sinfonia partita (symfonie č. 2) op. 66 pro smyčcový orchestr. Také Sacher podpořil skladatele provedením premiéry jeho jednoaktové rozhlasové opery Návrat op. 70. Mihalovici a Haasová trávili léto většinou na venkově, převážně v La Chapelle-en-Serval, kde Mihalovici komponoval a Haasová si připravovala koncertní program na následující sezónu. Toto rozdělení času na delší letní pobyt mimo Paříž, během něhož oba umělci intenzívně pracovali, a aktivní koncertní činnost od podzimu, se v následujících letech osvědčilo.
První ocenění za svou skladatelskou činnost obdržel Mihalovici roku 1955, když mu byla propůjčena Hudební cena Louise Spohra města Braunschweig. Díky angažmá dirigenta Heinze Zeebeho (1915–1983) zazněla v Braunschweigu v následujících letech mnohá Mihaloviciho díla, tak např. roku 1955 to byla Elégie op. 72, rok nato opera Phèdre op. 58, 1957 Theseus v labyrintu, a roku 1959 balet Alternamenti op. 74. S úmrtím Georga Enesca v roce 1955 odešel Mihalovicův podporovatel a přítel, jehož fragmentární dílo Mihalovici částečně dokončil. Během tříměsíčního pobytu v Austrálii, kde byla Haasová na koncertním turné, začal Mihalovici pracovat na rozsáhlém díle pro orchestr a sbor s názvem Sinfonia cantata (symfonie č. 4) op. 88, která měla premiéru 24. listopadu 1964 v Paříži a patří k hlavním skladatelovým dílům.
Mezi léty 1958–1962 se Mihalovici nakrátko vrátil do místa svých studií, když na Schola Cantorum vyučoval morfologii skladby, resp. nauku o formě. Tato činnost ale skladateli nepřinášela uspokojení, a tak se jí dlouho nevěnoval. Daleko více energie investoval do nových projektů. Jedním z nich byla nová opera, na níž od května 1959 spolupracoval se Samuelem Beckettem. V červenci 1960 byla partitura díla s názvem Krapp's Last Tape (Krappova poslední páska) op. 81 dokončena. Překlad libreta do angličtiny a němčiny vznikl ve spolupráci s Beckettem a překladatelem Elmarem Tophovenem (1923–1989) na jaře 1960. Premiéru měla opera v Bielefeldu 25. února 1961. V tomto roce obdržel Mihalovici cenu nadace Copley v Chicagu, když v porotě zasedal i Darius Milhaud.

### Spolupráce s francouzským rozhlasem a operní úspěchy
Roku 1960 dokončil Mihalovici symfonii s názvem Sinfonia variata (symfonie č. 3) op. 82, kterou si objednal dirigent Igor Markevič. Premiéru 5. ledna 1962 ale provedl s Tonhalle-Orchester Zürich Hans Rosbaud, který si skladatelova díla cenil a podporoval je. V té době navázal Mihalovici opět intenzívní spolupráci s francouzským rozhlasem. Stal se členem Comité de la Musique, které mělo za úkol vybírat díla soudobých skladatelů k rozhlasové produkci. Zde působil až do roku 1964, kdy došlo k zásadní organizační přestavbě rádia. Od následujícího roku až do 1973 byl členem Bureau de Lecture de Partitions Musicales, úřadu, který měl stejnou pracovní náplň. V září 1961 začal Mihalovici pracovat na svém posledním hudebně-dramatickém díle, tříaktové opeře Les Jumeaux (Dvojčata) op. 84. Premiéru měla 23. ledna 1963 rovněž v Městském divadle v Braunschweigu.
V roce 1962 se Mihalovici opět začal zabývat jedním z Beckettových textů. Jednalo se o rozhlasovou hru Cascando, ke které složil hudbu. Léto tohoto roku strávil ve švýcarské Asconě, kde pracoval na dokončení opery Dvojčata. Hra Cascando se vysílala poprvé 13. června 1963, Beckett však s výsledkem nebyl příliš spokojen. Letní měsíce 1963 využil Mihalovici k práci na skladbě Musique nocturne op. 87 pro klarinet a orchestr, což byla zakázka od pořadatelů hudebních slavností v Luzernu, a k dokončení kompozice Sinfonia cantata (symfonie č. 4) op. 88 pro baryton, smíšený sbor a orchestr. Ta měla premiéru 24. listopadu 1964 v Paříži. V roce 1963 se stal korespondenčním členem Académie des beaux-arts (Akademie krásných umění) při Francouzském institutu.
Na jaře 1965 Mihalovici i jeho žena těžce onemocněli. Přesto byli s to zúčastnit se důležitého provedení opery Krapp's Last Tape 25. září 1965 v Berlíně. Kritika ale představení příznivě nepřijala. Později byla opera uvedena v letech 1968 v Paříži, 1969 v Darmstadtu, 1984 v Oldenburgu, 1985 v Madridu a po skladatelově smrti rovněž v Londýně, Torontu a roku 2003 v Národním divadle v Praze. V roce 1966 obdržel Mihalovici zakázku na vytvoření další symfonie přímo od francouzského ministerstva kultury, která představuje poslední Mihalovicův tvůrčí kontakt s Beckettovým dílem. Vznikla tak poslední, pátá symfonie op. 94. Obsahuje sopránové sólo, jehož základem je báseň Que ferais-je sans ce monde (Co bych dělal bez tohoto světa) a je věnována památce dirigenta Hanse Rosbauda. Skladba byla dokončena teprve v roce 1969, protože v noci z 6. na 7. listopadu 1967 postihl Mihaloviciho těžký infarkt a musel práci přerušit. Premiéru měla symfonie 7. října 1971 v Bukurešti.

### Poslední díla a ocenění
Vztahy se Švýcarskem se v té době zintenzivnily, když Mihalovici navázal kontakt s dirigentem a skladatelem Erichem Schmidem (1907–2000), který v roce 1968 premiéroval jeho skladbu Périples op. 93 pro komorní orchestr a roku 1973 nahrál pro švýcarský rozhlas jeho pátou symfonii. Od roku 1969 zasedal Mihalovici několikrát v mezinárodních porotách. Byl poradcem Nadace prince Pierra Monackého, která udělovala ceny v oboru skladby v soutěži vypsané Rainierem III. Zde působil deset let. V letech 1970 a 1972 pobývali manželé Mihalovicovi v Kalifornii, kde Haasová koncertovala a Mihalovici navštívil svého bratra Lea, který se vystěhoval do USA. Zákázky od francouzského ministerstva kultury dostával Mihalovici do roku 1975, kdy se sám stal členem poradního orgánu ministerstva. Mezi tyto zakázky patří např. Cantilène op. 100 pro mezzosoprán a komorní orchestr.
K posledním Mihalovicovým velkým orchestrálním skladbám patří Follia op. 106 z roku 1976, kterou složil na objednávku francouzského rozhlasu a věnoval ji Ferdinandu Leitnerovi. Kromě toho komponoval také scénickou hudbu, např. k Héraklovi podle Euripida. Roku 1976 těžce onemocněla skladatelova manželka a až do smrti trpěla střevní nemocí. Také Mihalovici musel podstoupit několik operací. V 80. letech vznikla jeho poslední díla, zejména smyčcový kvartet č. 4 op. 111, Zrcadlo písní pro flétnu a klavír op. 112, Torse pro sólové housle op. 113 a Elégie II pro housle a klavír op. 114.
Koncem života obdržel Mihalovici další ocenění. V roce 1972 to byla Velká cena města Paříže a roku 1979 Grand prix SACEM, mezinárodní organizace zastupující zájmy skladatelů vážné hudby. V roce 1984 utrpěla Monique Haasová těžké popáleniny, v důsledku čehož se manželé dostali do finančních problémů, s nimiž jim pomohl Paul Sacher. Mihalovici se odškodnil tím, že mu věnoval většinu svých rukopisů, které se staly součástí sbírky, kterou spravuje Nadace Paula Sachera v Basileji.
Mihalovici zemřel 12. srpna 1985, jeho manželka Monique Haasová 9. června 1987. Oba jsou pohřbeni na pařížském hřbitově Père-Lachaise.

### Mihalovici a Bohuslav Martinů
Mihalovici byl blízkým přítelem Bohuslava Martinů. Poznali se koncem 20. let v Paříži, kde v té době už Martinů trvale pobýval. Spolu s dalšími skladateli a generačními druhy zároveň vytvořili skupinu, kam patřili kromě nich také Švýcar Conrad Beck a Maďar Tibor Harsányi. Později se k nim přidali Rus Alexandr Nikolajevič Čerepnin a Polák Alexandre Tansman. Pro skupinu, která se scházívala hlavně v pařížské kavárně Café du Dôme na Montparnassu, se vžil název École de Paris (Pařížská škola). Autory, z nichž žádný nebyl původem Francouz, spojovala přátelská pouta více než estetické názory na hudbu. Společným projektem skupiny bylo album osmi klavírních skladeb, z nichž každá byla inspirovaná jinou atrakcí, které byly k vidění na EXPU v Paříži v roce 1937.
Na rozdíl od Mihaloviciho musel Martinů i s manželkou Charlottou po obsazení Francie nacisty uprchnout do USA. To však nepřerušilo jejich přátelství. Mezi oběma skladateli probíhala přes oceán čilá korespondence, která se dochovala. Přátelství bylo natolik důvěrné, že v létě 1951 bydlela dlouholetá přítelkyně a milenka Martinů Rosalie Barstow (1907–1975) během svého pařížského pobytu právě u Mihaloviců.
Ihned po válce, během prázdninových pobytů manželů Martinů v Evropě, se oba skladatelé začali opět stýkat. Charlotta Martinů ve svých vzpomínkách zachytila několik společenských událostí, kterých se Martinů a Mihalovici zúčastnili. Tak v roce 1949 oslavili v Paříži narozeniny společného přítele Tibora Harsányiho, v říjnu 1958 se sešli při příležitosti Mihalovicových šedesátin, které v Basileji uspořádali Sacherovi. U Sacherů, na jejich usedlosti na vrchu Schönenbergu u Basileje, ostatně oba manželské páry občas prožívaly letní měsíce. Když v létě roku 1952 trpěl Martinů během pobytu ve Vieux–Moulin, rodišti své ženy, bolestmi zad, poslal za ním Mihalovici svého lékaře.
Mihalovici patřil k těm nejbližším přátelům, kteří v létě 1959 navštěvovali Martinů v kantonální nemocnici v Liestalu u Basileje, kde skladatel zemřel. Jedna z posledních návštěv proběhla v červnu, kdy přijel v doprovodu Josefa Páleníčka. Po návratu do Paříže poslal obratem do nemocnice knihy, které si Martinů přál.
Smuteční obřad proběhl v kostele v Pratteln. Kromě kněze na něm promluvil i Mihalovici. Řekl mimo jiné: Je pro mne těžké i bolestné uvěřit, že tento velký hudebník, jeden z největších naší doby, v plné tvůrčí síle odchází. Byl jedním z nemnohých skladatelů této generace, který si za svého života získal široký okruh posluchačů. Aniž učinil v nejmenším ústupky obecnému vkusu, uměl vytvořit řeč, která, podle Beethovenových slov, šla od srdce k srdci, aby si srdce podmanila.